# Пааво Суситайвал
Пааво Суситайвал (справжнє прізвище — Сівен) (9 лютого 1896 — 27 грудня 1993) — фінський військовий діяч, правий політик, один із творців патріотичного Руху Лапуа і правої партії «Патріотичний народний рух» («IKL»), прозаїк.

## Життєпис
Фінський військовий діяч, Герой оборони Фінляндії під час інтервенції військ СССР, депутат парламенту Фінляндії.
Брав участь рядовим солдатом у Першій світовій війні в лавах Німецької армії. Тоді ж змінив прізвище Сівен на Суситайвал (дослівно — Вовчий слід), щоб таємно пробратися до Німеччини, переховуючись від царської влади.
Учасник Громадянської війни у Фінляндії. Після війни продовжив військову кар'єру. Закінчив військову кадетську школу.
Активний учасник заколоту в Мянтсяля в 1932.
Був депутатом Едускунта (парламенту Фінляндії) від правої партії «Патріотичний народний рух» (IKL) з 1939 р.
Після початку Зимової війни добровільно вирушив на фронт, залишивши свої депутатські обов'язки.
Маючи досвід командування, під час Радянсько-фінської війни (1939—1940) Герой оборони Фінляндії під час інтервенції військ СРСР. Узяв участь у розгромі 163-ї стрілецької дивізії Червоної Армії в битві при Суомуссалмі.
Учасник Радянсько-фінської війни (1941—1944).
З початком війни Суситайвал був призначений командиром 29-го піхотного полку, що брав участь в обороні Фінляндії від інтервенції військ СРСР на Карельському перешийку.
Згодом призначений на посаду коменданта Яянислінна (Петрозаводська).
Після закінчення війни Пааво Суситайвал пішов з армії. Жив у Лаппеенранті, займався літературною творчістю. Основна тема творів — Зимова війна, участь фінів у світових війнах та ін.
Заповів поховати його з офіцерською шаблею, аби майбутні археологи знали, що його могила належить солдату.

## Вибрані твори
- Naisten tehtäviä sodan aikana (1924)
- Ahvola (1937)
- Lentävä komppania (1938)
- Maamme asema (1943)
- Rykmentti taistelee (1948)
- Suomen puusepänteollisuuden vaiheita (1950)
- Korpivaruskunta (1954)
- Kajaani Oy 1907-1957 (1957)
- Suomen lääkäriliiton historia (1960)
- Karjalainen pataljoona talvisodassa (1963)
- Aktivistit toimivat (1968)
- Ryhmä Susi talvisodassa (1973)
- Aktivisti ei hellitä (1981)
- Testamentti (1991)

## Пам'ять
- У Лаппеенранті ім'ям Пааво Суситайвала названа вулиця.